# Asplenium uniseriale
Asplenium uniseriale är en svartbräkenväxtart som beskrevs av Giuseppe Raddi. Asplenium uniseriale ingår i släktet Asplenium och familjen Aspleniaceae. Inga underarter finns listade.